# Karel Reisz
Karel Reisz (Ostrava, Checoslováquia, 21 de julho de 1926 - Londres, 25 de novembro de 2002) foi um cineasta inglês, de origem checa, autor de filmes de sucesso como foram Saturday Night and Sunday Morning, Isadora e The French Lieutenant's Woman.

## Biografia
Nascido na Checoslováquia, Reisz foi uma das 669 crianças judias salvas do Holocausto e trazidas por Sir Nicholas Winton para a Inglaterra, quando a Alemanha nazi invadiu aquele país do centro da Europa pouco antes da eclosão da II Guerra Mundial. Entretanto, os seus pais acabariam por ser mortos em Auschwitz.
Estudou em Cambridge, onde, em 1947, juntamente com Lindsay Anderson, fundou a revista "Sequence". Escreveu, em 1952, um livro intitulado "Técnica de montagem", onde se começava já a notar o seu interesse pelo cinema.
Foi um dos animadores do movimento "Free Cinema" que, nos finais dos anos cinquenta, traria uma nova estética e introduziria valores sociais nos filmes ingleses.
Reisz teve três filhos da sua primeira esposa, Julia Coppard, de quem se haveria de divorciar. Em 1963 casou-se com Betsy Blair, ex-mulher de Gene Kelly, com quem permaneceu casado até ao dia da sua morte.
Foi membro do júri do Festival de Cannes em 1970 e 1983.

## Filmografia
- 1955 : Momma Don't Allow
- 1958 : We Are the Lambeth Boys
- 1959 : March to Aldermaston
- 1960 : Saturday Night and Sunday Morning (br: Tudo começou num sábado; pt: Sábado à noite, domingo de manhã)
- 1964 : Night Must Fall (pt: Ao caír da noite)
- 1966 : Morgan: A Suitable Case for Treatment (br: Deliciosas loucuras de amor; pt: Morgan - um caso para tratamento)
- 1968 : Isadora (br/pt: Isadora)
- 1974 : The Gambler (pt: O vício do jogo)
- 1978 : Who'll Stop the Rain (pt: Os guerrilheiros do inferno)
- 1981 : The French Lieutenant's Woman (pt: A amante do tenente francês; br: A mulher do tenente francês)
- 1985 : Sweet Dreams (br: Um sonho, uma lenda; pt: Depois da meia-noite)
- 1990 : Everybody Wins (br: O crime que o mundo esqueceu; pt: Corrupção na cidade)
- 2000 : Act Without Words (TV)